# Sasbach am Kaiserstuhl
Pour les articles homonymes, voir Sasbach.
Sasbach am Kaiserstuhl est une commune du Bade-Wurtemberg (Allemagne), située dans l'arrondissement d'Emmendingen et le district de Fribourg-en-Brisgau. Au bord du Rhin, elle est à la frontière avec la France. A ne pas confondre avec la commune de Sasbach (Ortenau), lieu de la bataille du même nom.

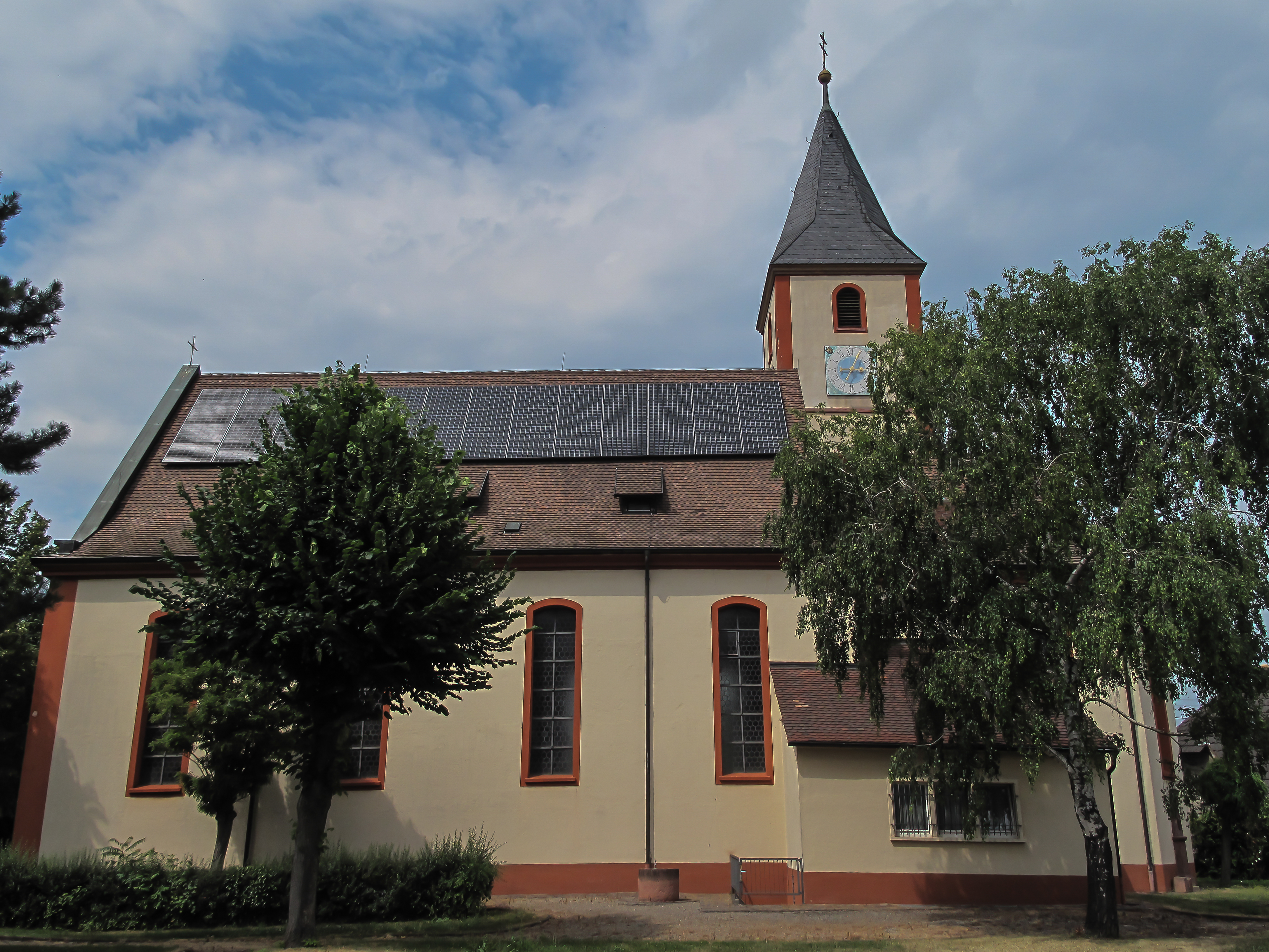
Vue de l'église Saint-Martin de Sasbach

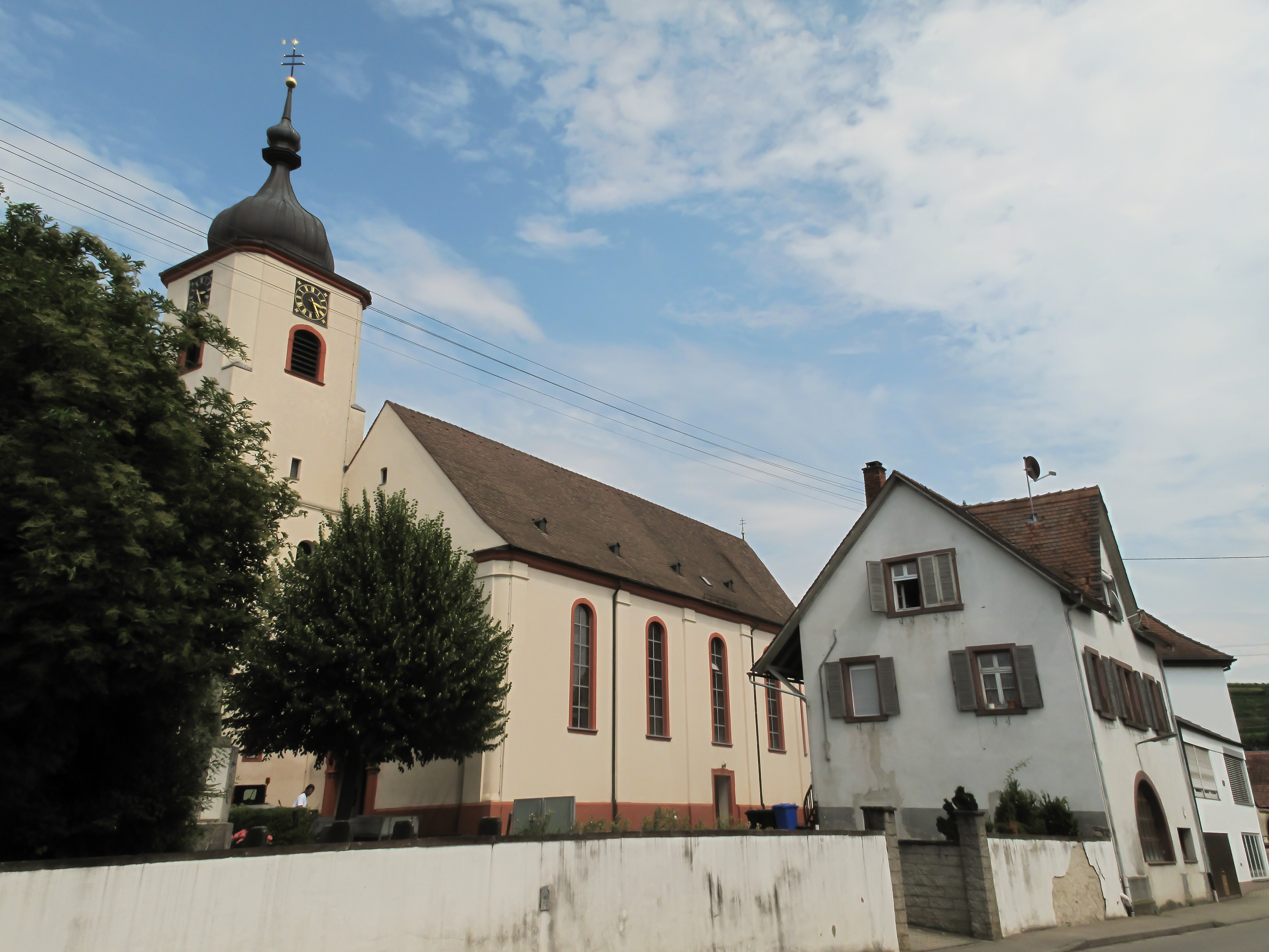
Vue de l'église de Jechtingen, village dépendant de Sasbach

La commune comprend plusieurs villages et hameaux, dont Sasbach, Jechtingen et Leiselheim . Elle se trouve au pied du Kaiserstuhl.

## Monuments
- L'église paroissiale Sainte Brigitte : de style baroque, elle conserve quelques parties d'un ancien bâtiment gothique.
- L'église Catholique Saint Côme et Saint Damien, à Jechtinghen  : l'orgue de tribune date de 1893.
- L'église Saint Martin
- La Chapelle de Leiselheim
- La Chapelle Litzelberg, [Litzelberg Kapelle], très pittoresque.
- Ruines du château Sponek, château-fort situé à Jechtingen
- Ruines du château Limburg, situé sur le Limberg à Sasbach.

## Personnalité
- Karl Friedrich Meerwein (1737-1810), architecte et ingénieur, un des pionniers de l'aviation, né à Leiselheim sur la commune de Sasbach am Kaiserstuhl.